# Nervo gluteo superiore
Il nervo gluteo superiore è un nervo muscolare che origina dal plesso sacrale.
È formato da fibre posteriori provenienti da L4, L5 ed S1. Il nervo esce dai pelvi ed entra nella regione dei glutei passando per il grande foro ischiatico, appena sopra il muscolo piriforme. Il nervo poi passa con l'arteria glutea superiore fra il gluteo medio e il piccolo gluteo. Il nervo gluteo superiore porta fibre motorie al gluteo medio, al gluteo inferiore e al tensore della fascia lata.